# Mapplewell
Mapplewell – wieś w Anglii, w hrabstwie ceremonialnym South Yorkshire, w dystrykcie metropolitalnym Barnsley. Leży 23 km na północ od miasta Sheffield i 249 km na północ od Londynu.